# Pavel Černý
Pavel Černý, född 11 oktober 1962 i Tjeckien, är en tjeckisk före detta fotbollsspelare.